# 坂田佳代
坂田 佳代（さかた かよ、1931年1月 - ）は、愛知県碧海郡新川町（現在の碧南市）出身の実業家・ジャーナリスト。『中部新報』を発行する中部新報社代表取締役社長。1992年（平成4年）に日本地方新聞協会の風雪賞を受賞。
「ローカル新聞の発行者としてはおそらく全国でもただ一人の女性」とされることがある。坂田は赤い原付で取材に走り回り、地元住民からは（「坂田記者」などではなく）「お佳代」「お佳代さん」「佳代さん」「佳代ちゃん」などと呼ばれた。

## 経歴

### 青年期

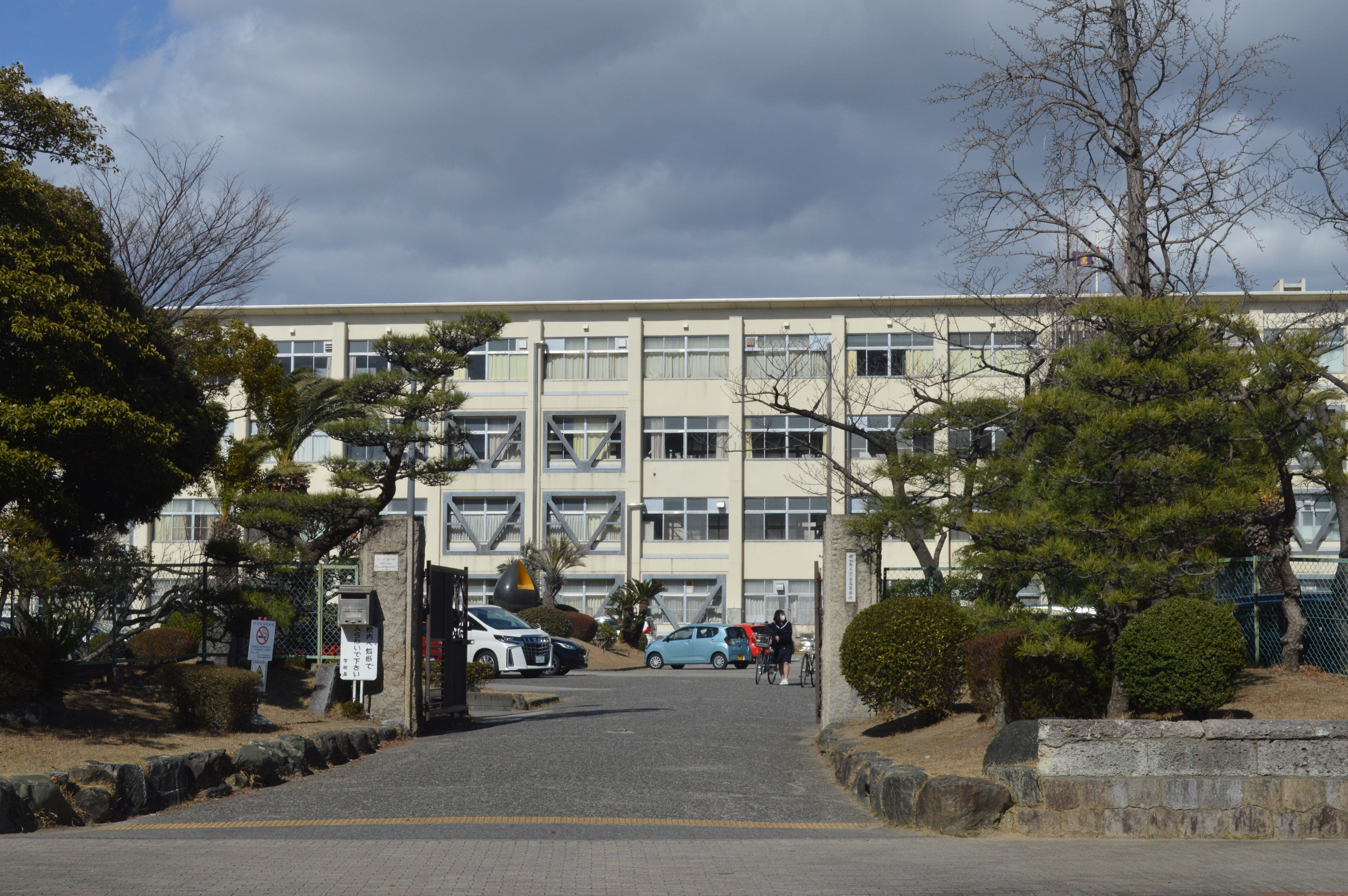
出身校の愛知県立碧南高等学校

1931年（昭和6年）1月、愛知県碧海郡新川町（現在の碧南市）に生まれた。坂田家は安政年間（1855年～1860年）からこの地に住んでおり、三州瓦を伊勢国や志摩国に運搬して薪炭を持ち帰る入船問屋をしていた。
漢学を好んだ厳格な祖父の影響で、少女時代には『世界文学全集』や『明治大正文学全集』を読破し、朗読コンクールで優勝したこともある。戦時中には名鉄三河線に乗って旧制刈谷高等女学校に通学しており、防空壕を掘ったり竹槍訓練を行ったこともある。戦後の学制改革によって愛知県立碧南高等学校に移った。碧南高校では演劇部を創設してコンクールを目指し、その他には弁論部、手芸部、新聞部にも籍を置いていた。坂田家は名鉄三河線新川橋梁に近く、千福町にあった新川キネマなどに足しげく通っていた。
高校卒業後には大学への進学を希望したが、女性の大学進学率が低い時代だったため、両親を安心させるために洋裁学校に進学した。しかし、洋裁学校には在籍していただけであり、名古屋市に赴くと映画や演劇を見て過ごした。10代の頃には平均して1か月に32本もの映画を鑑賞し、今井正、新藤兼人、山本薩夫などの監督作は全て観たという。
マクシム・ゴーリキーの『どん底』の舞台を観たことで役者を志すようになり、21歳の時に松原英治演劇研究所に入所して演劇の基礎を勉強した。京都の撮影所で今井正監督に会い、「君はいいものがある。映画に出ないか」と誘われたこともあったが、映画女優ではなく舞台女優志望だったため断った。3年後の24歳の時に名古屋演劇集団に入団した。この時期にはウェートレス、ファッションショーのナレーター、コマーシャル製作などのアルバイトをしていた。

### 中部新報社入社後

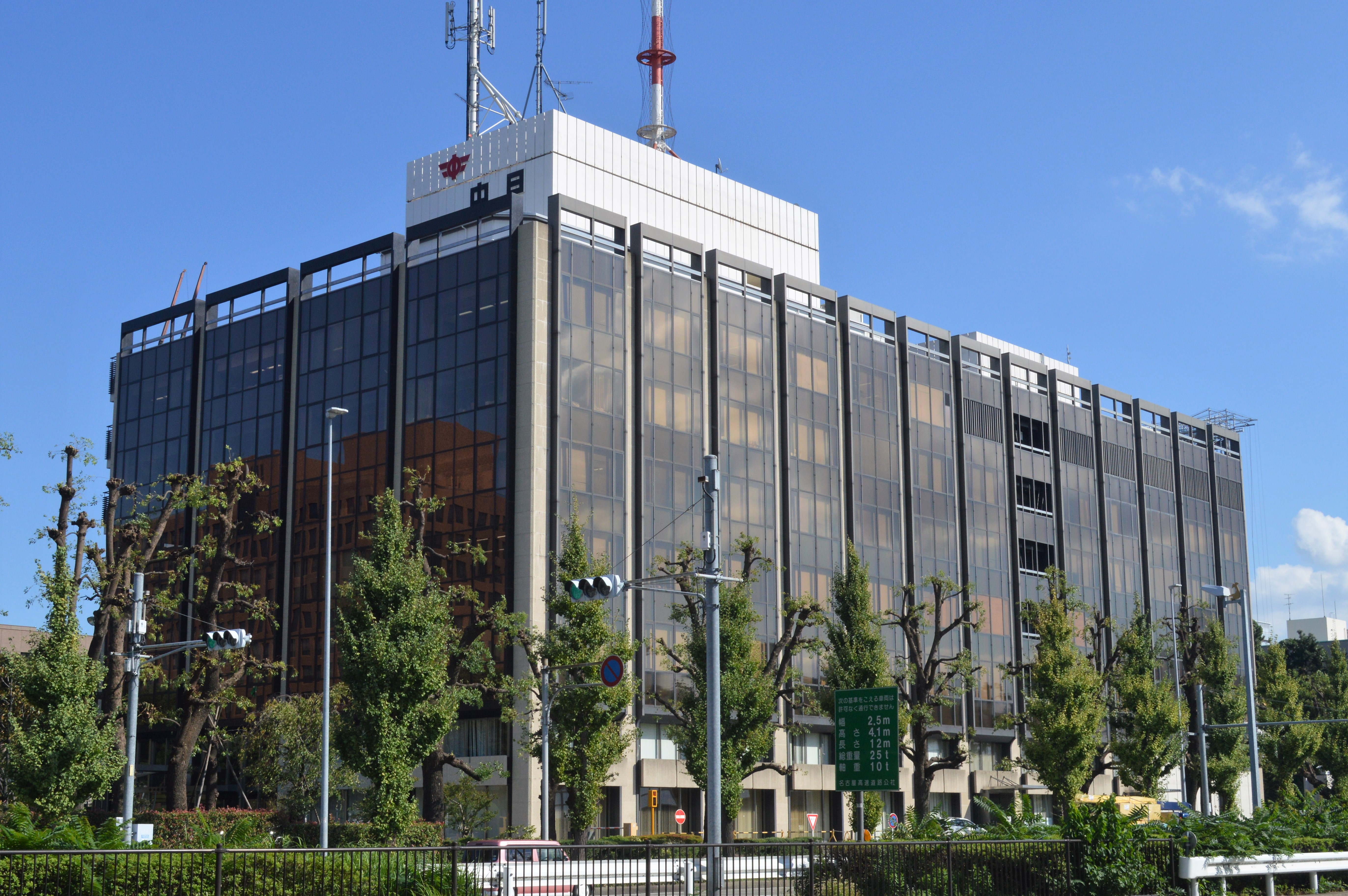
中部新報を創刊した中村清一郎がいた中日新聞社

28歳の時には父親が癌で倒れて死去した。父親には「お前が男だったら（よかったのに）」と言われ続け、役者としての活動は反対されていたが、実はこっそり娘の舞台を観劇していたことを知った。父親の死を機に名古屋演劇集団を退団し、『中部新報』の創刊準備が行われていた中部新報社に入社した。中部新報社は中部日本新聞社で事業部長や人事部長をしていた中村清一郎によって設立された会社であり、1959年（昭和34年）2月15日に『中部新報』が創刊された。

### 中部新報社社長時代

『中部新報』創刊4周年を報じる記事（1963年2月15日）

1971年（昭和46年）8月8日に中村清一郎主幹（実質的には社長）が癌で死去すると、中村の言付けによって40歳の坂田が中部新報社の社長に就任した。1979年（昭和54年）に中部新報が創刊20周年を迎えると、同年6月29日には『朝日新聞』家庭欄の「女・生きる」に坂田の記事が掲載された。1985年（昭和60年）1月10日、『毎日新聞』「女の転機図」で坂田の経歴と中部新報の沿革を紹介する記事が掲載された。当時の中部新報は週3回の発行、表面と裏面の2ページであり、発行部数は約3500部だった。坂田は社長と取材記者に加えて、整理担当、営業担当を兼ねていた。
『中部新報』1面コラムの「社内独語」では一貫して民主主義を訴えた。1982年（昭和57年）に地元の公民館が反戦映画の上映を拒否する出来事があった際には、「かつてアカというだけでいっさいの集会が禁じられた時代があった。いま、集会や言論、出版など表現の自由は憲法21条に保障されている。上映の拒否は市民文化を抑え、観る権利をも奪うことになる」と書いた。社長となってからは金策などの心労が多く、1988年（昭和63年）には胃潰瘍で約1か月も入院したが、病院に電話を引いて原稿を書いた。
1990年（平成2年）には創刊30周年記念事業として、1面コラムである「社内独語」をまとめた著書『社内独語 おんなひとり地方新聞づくり三十年』を刊行した。1971年（昭和46年）以後に執筆してきた中から約1000編を収録しており、ページ数は630ページにも及んでいる。この著書は地元で大きな反響を呼び、1990年（平成2年）5月9日には『中日新聞』の1面コラムである「中日春秋」でも取り上げられた。同年2月20日には碧南商工会議所の歴代会頭らがポケットマネーを出し合って出版記念会を開催し、小林淳三碧南市長、加藤真三碧南市議会議長、小林秀央愛知県議会議員、山岡啓助碧南警察署長などが来賓として列席した。
1991年（平成3年）時点の中部新報社には7人の社員がおり、記者が社長の坂田も含めて2人、文選工が3人、経理が1人、工務が1人だった。坂田は広告獲得や経営全般も担当し、もう一人の記者は整理・校閲・大組み・製版・印刷・発送も担当していた。1992年（平成4年）には日本地方新聞協会の風雪賞を受賞した。中部新報社社長在職中には碧南市から功労賞を受けた。
在職中には地元の朗読グループの代表も務め、病院などでの朗読ボランティアを行っていた。1995年（平成7年）8月26日にはカフェ・フォレストで「あの日を語り継ぎたい 坂田佳代戦後50年」と題した24時間ランニング朗読会を開催した。また、地元の創作劇団「おにみち」のメンバーでもあり、演出を主として居酒屋の女将役など役者も務めた。
2004年（平成16年）には唯一の記者だった坂田が脳梗塞で倒れたことで、9月30日の発行号をもって『中部新報』が休刊となった。2005年（平成17年）1月19日に女医の先駆けである堀尾ふみ子が死去した際には、告別式で友人代表としてスピーチした。2006年（平成18年）頃には坂田を囲む会が月1回の頻度で開催されるようになり、2010年（平成22年）には劇団「坂田佳代一座」が旗揚げされると、6月20日には碧南市芸術文化ホールで1日限りの公演（旗揚げ公演兼解散公演）が行われた。

## 著書
- 坂田佳代『社内独語 おんなひとり地方新聞づくり三十年』砂子屋書房、1990年